# Острые и транзиторные психотические расстройства
О́стрые и транзито́рные психоти́ческие расстро́йства, или о́стрые и преходя́щие психоти́ческие расстро́йства — группа кратковременных преходящих психозов. Характеризуются острым началом психотических симптомов (таких как бред, галлюцинации, дезорганизация мыслительных процессов, расстройство настроения и проч.), возникающими без продрома, с восстановлением в среднем от нескольких дней до месяца.

## История
Существование острых кратковременных психозов с крайне тяжёлым течением и полной ремиссией было признано и хорошо описано практически всеми крупными психиатрами до-Крепелиновской эпохи. После выделения в 1899 Э. Крепелином группы эндогенных психозов и её дихотомии деменция прекокс — маниакально-депрессивный психоз разные острые психозы попали в обе эти категории. Однако сам Эмиль Крепелин утверждал, что существует «немалая группа расстройств», которые невозможно классифицировать по этому принципу.
С появлением в 1908 концепции Э. Блейлера о «шизофрениях» и усовершенствованием классификации Крепелина проблема острых, коротких и транзиторных (преходящих) психозов с благоприятным прогнозом всё ещё не была решена.
Концепции, оппозиционные Крепелину и Блейлеру, привели к выделению особой группы психозов, отличных от шизофрении и БАР и, частично, шизоаффективного расстройства, которые в соответствующих странах имели традиционное для национальной школы психиатрии название:
1. Циклоидные психозы: Германия;
2. фр. Bouffée délirante (бредовая вспышка): Франция;
3. Реактивные или психогенные психозы: Скандинавские страны (Дания, Финляндия, Исландия, Норвегия, Швеция);
4. Атипичные психозы: Япония;
5. Отдельные формы реактивных психозов (например, реактивный параноид, параноическая реакция): СССР[3][4].

Другие исторические названия острых и транзиторных психотических расстройств:
1. Острая (недифференцированная) шизофрения, острый шизофренический эпизод;
2. Онейрофрения;
3. Психогенный (параноидный) психоз;
4. Шизофреническая реакция;
5. Шизофрения с благоприятным прогнозом.

## Классификация
Общие диагностические указания для острых и транзиторных психотических расстройств в Международной классификации болезней 10-го пересмотра (МКБ-10):
- острое начало (до двух недель), с развитием галлюцинаций, бреда, бессвязной или разорванной речи, которые выступают изолированно или в любой комбинации;
- если присутствует растерянность, ложные узнавания или нарушения внимания, они не отвечают критериям органически обусловленного помрачения сознания;
- нет соответствия депрессивному эпизоду, маниакальному эпизоду или рекуррентному депрессивному расстройству;
- психотическое расстройство не связано с употреблением психоактивного вещества;
- исключены органическое заболевание головного мозга и серьёзные метаболические расстройства, влияющие на центральную нервную систему (кроме родов).

Пятым знаком в классификации указывается связь острого начала психотического расстройства с острым стрессом, имеющим место в течение 2 недель перед развитием острых психотических симптомов (то есть, F23.x0 — без сочетания с острым стрессом, F23.x1 — в сочетании с острым стрессом).
Выделяются следующие подрубрики:
- F23.0 Острое полиморфное психотическое расстройство без симптомов шизофрении (включаются бредовая вспышка[англ.] и циклоидный психоз[нем.]).
- F23.1 Острое полиморфное психотическое расстройство с симптомами шизофрении (включаются бредовая вспышка и циклоидный психоз с шизофренической симптоматикой).
- F23.2 Острое шизофреноподобное психотическое расстройство (включены шизофреническая реакция, острая шизофрения, онейрофрения, кратковременное шизофреноформное расстройство/психоз).
- F23.3 Другие острые преимущественно бредовые психотические расстройства (включены психогенный параноидный психоз, острый параноид, параноидная реакция).
- F23.8 Другие острые и транзиторные психотические расстройства (включая персекуторную ипохондрию).
- F23.9 Острое и транзиторное психотическое расстройство, неуточнённое (включая реактивный психоз, в том числе кратковременный БДУ).

## Этиология и патогенез
Острые и транзиторные психотические расстройства могут быть связаны со стрессом, например с ситуацией насилия, утратой близкого человека, тюремным заключением, перенапряжением, психической болью:167.

## Эпидемиология
Согласно исследованию HASBAP, острые и транзиторные психотические расстройства составляют 4 % от общей группы неорганических психозов и аффективных расстройств (в МКБ-10 — рубрики F2 и F3). Если исключить аффективные расстройства, их часть составит 8,5 %.
Группу заболеваний значительно чаще диагностируют у женщин (соотношение женщины: мужчины = 78,6 %:21,4 %). Это существенно отличает острые и транзиторные психотические расстройства от шизофрении, для которой риск развития у мужчин и женщин различий не имеет.
Данный диагноз — наиболее распространённый при первичной госпитализации пациента в приёмно-диагностическое отделение:167.